# آنری اورلاندینی
آنری اورلاندینی (فرانسوی: Henri Orlandini‎; ۹ اوت ۱۹۵۵ – ۱۹ ژوئن ۲۰۱۶) بازیکن فوتبال اهل فرانسه بود.
از باشگاه‌هایی که در آن بازی کرده‌است می‌توان به باشگاه فوتبال نیم المپیک اشاره کرد.
وی همچنین در تیم ملی فوتبال المپیک فرانسه بازی کرده‌است.